# Huéscar
Huéscar é um município da Espanha na província de Granada, de área 468 km² com população de 8236 habitantes (2007) e densidade populacional de 17,29 hab/km².

## Demografia
| Variação demográfica do município entre 1991 e 2004 | Variação demográfica do município entre 1991 e 2004 | Variação demográfica do município entre 1991 e 2004 | Variação demográfica do município entre 1991 e 2004 |
| --------------------------------------------------- | --------------------------------------------------- | --------------------------------------------------- | --------------------------------------------------- |
| 1991                                                | 1996                                                | 2001                                                | 2004                                                |
| 10031                                               | 8369                                                | 7910                                                | 8186                                                |